# (15230) Alona
(15230) Alona (1987 RF1) – planetoida z pasa głównego asteroid okrążająca Słońce w ciągu 3,45 lat w średniej odległości 2,28 j.a. Odkryta 13 września 1987 roku.